# Plectoptera poeyi
Plectoptera poeyi är en kackerlacksart som först beskrevs av Henri Saussure 1862.  Plectoptera poeyi ingår i släktet Plectoptera och familjen småkackerlackor. Inga underarter finns listade i Catalogue of Life.